# 22ª Brigata Garibaldi "Lanciotto"
La 22ª bis Brigata Garibaldi "Lanciotto" fu una brigata partigiana che operò nel fiorentino nell'estate del 1944. Era intitolata a Lanciotto Ballerini, comandante partigiano caduto in combattimento nel gennaio 1944.

## Costituzione e attività
La 22ª Brigata Garibaldi Venne costituita il 24 maggio del 1944, dalla fusione delle brigate “Checcucci”, “Romanelli”, “Lanciotto” e “Fabbroni” (che ne diventeranno le compagnie costitutive), poco dopo i rastrellamenti nazifascisti che avevano duramente colpito le file partigiane.
Operò inizialmente sul massiccio del Pratomagno nel versante fiorentino, guidata dal comandante Aligi Barducci detto “Potente”, il commissario politico Giulio Bruschi “Berto” e il Capo di Stato Maggiore Rindo Scorsipa “Mongolo”.
La 22ª Brigata fu protagonista della battaglia di Cetica, dove i partigiani avevano deciso di stabilirsi dai primi di giugno, tra lo stupore degli abitanti, istituendo una sorta di repubblica partigiana e da cui partivano per le loro azioni antifasciste. All’alba del 29 giugno reparti tedeschi, sostenuti da fascisti italiani attaccano Cetica. Ne conseguì un duro scontro a fuoco e l'incendio il borgo, prima che i nazifascisti fossero costretti a ripiegare a causa della resistenza partigiana.
Pochi giorni dopo il comando della 22ª Brigata Garibaldi “Lanciotto” insieme a quello di altre brigate della zona decise di costituire la Divisione d'assalto Garibaldi "Arno" e puntare alla liberazione di Firenze. “Potente” già comandante della “Lanciotto” diventerà comandante della neonata Divisione.

## Persone legate alla Brigata
- Aligi Barducci "Potente"
- Bruno Bertini “Brunetto”
- Lazio Cosseri
- Vasco Palazzeschi “Mara”
- Alfredo Bini “Bini”
- Renzo Ballerini
- Pietro Corsinovi “Pietrino”
- Algero Romani "Mascotte"